# Edamame

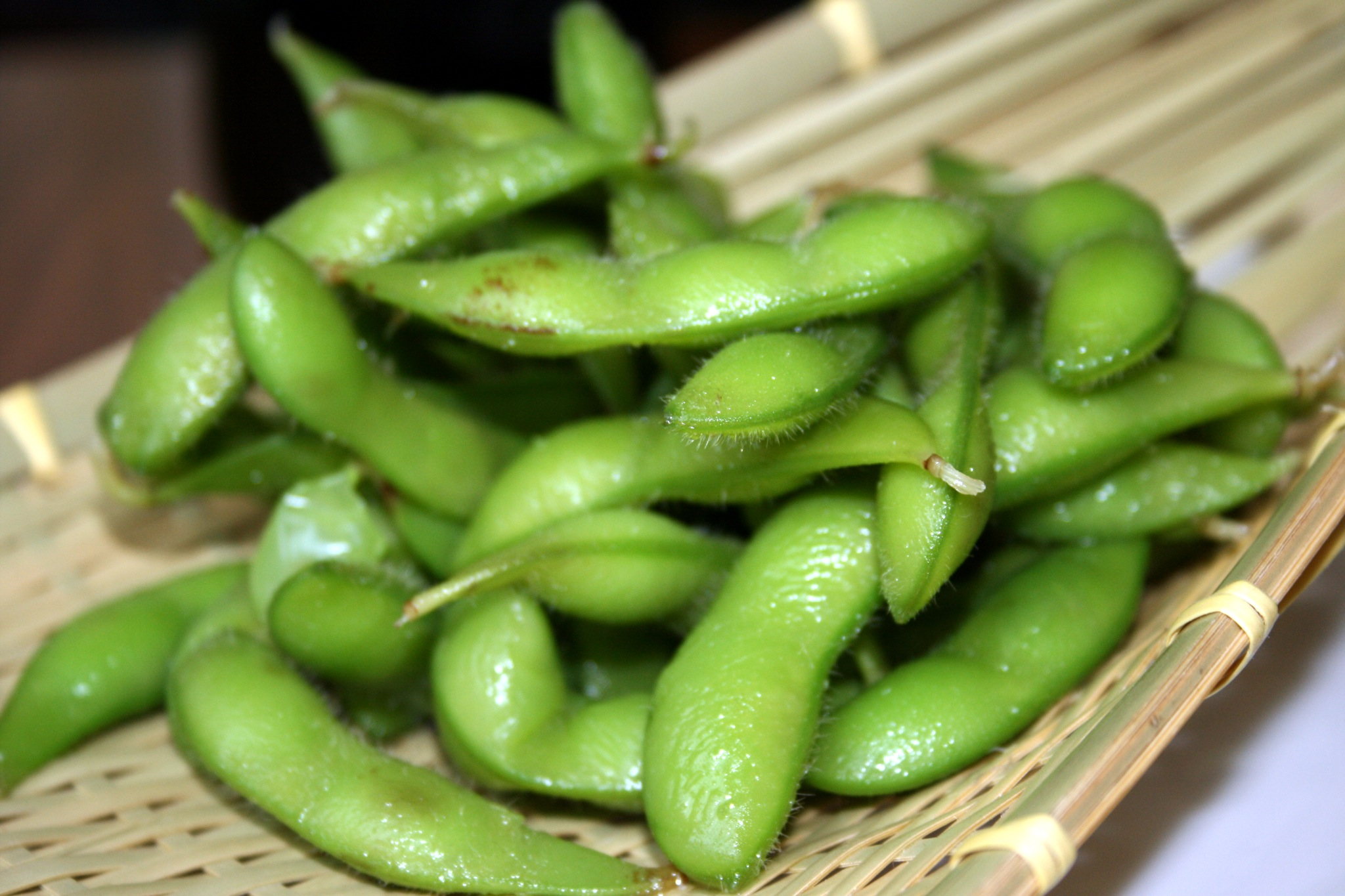
Edamame (ungeschält)

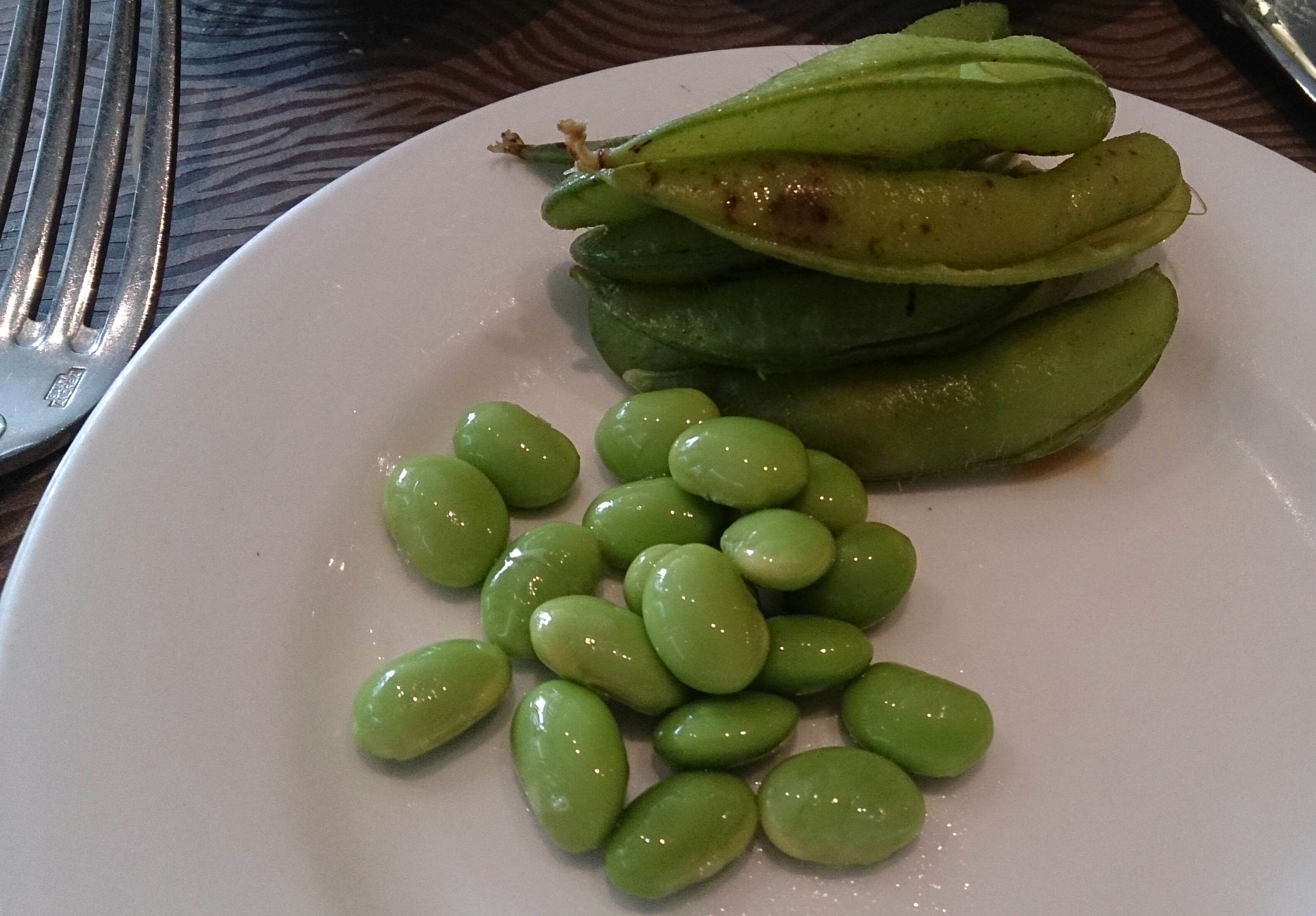
Edamamebohnen geschält

Die japanische Bezeichnung Edamame (jap. 枝豆) bedeutet etwa Bohnen am Zweig; mit ihr werden sowohl die noch unreif geernteten Sojabohnen selbst bezeichnet als auch das daraus zubereitete Gericht. Die Bohnen werden im Ganzen gegart und sind in japanischen Izakaya (Kneipen) eine beliebte Beilage zum Bier. In Deutschland und in Österreich werden sie mittlerweile nicht nur in japanischen Restaurants angeboten, sondern stehen auch in Szenelokalen und gehobenen Restaurants auf der Speisekarte.
In Deutschland gibt es Edamame in Asia-Läden, aber auch zunehmend in nicht spezialisierten Supermärkten z. B. geschält als Tiefkühlkost zu kaufen.

## Name

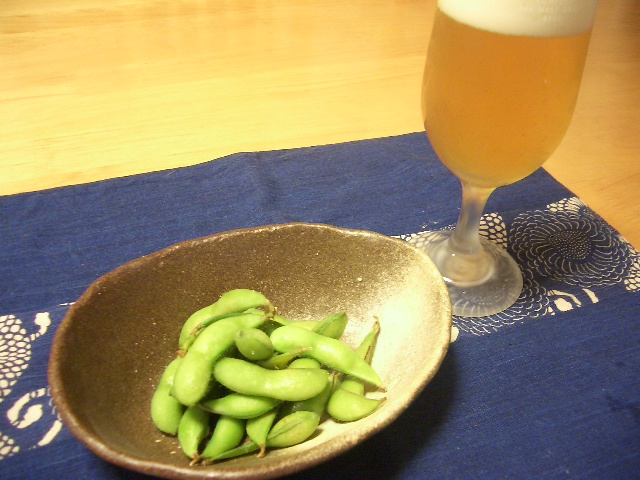
Edamamebohnen und japanisches Bier.

Der japanische Name Edamame 枝豆 lässt sich auch mit Stängelbohnen übersetzen, da die leicht unreif geernteten Hülsen häufig gekocht werden, während sie noch am Stiel befestigt sind. Im Inneren der Hülsen verbergen sich die grünen Sojabohnen. Nur sie werden gegessen, die Fruchtwand der Hülsen selbst nicht.

## Geschichte
Die früheste urkundliche Erwähnung des Begriffs Edamame stammt aus dem Jahr 1275, als der japanische Mönch Nichiren sich in einer Notiz bei einem Gemeindemitglied für das Geschenk Edamame bedankte. 1980 begann in Kalifornien der Sushi-Boom einhergehend mit steigendem Interesse für japanische Kultur. Dabei rückten auch Edamame in den Fokus, denn sie werden, vergleichbar mit kostenlosen Erdnüssen zu amerikanischem Bier, in traditionellen japanischen Restaurants ebenfalls kostenlos zum Bier serviert.

## Zubereitung
Wie viele andere Hülsenfrüchte sind Sojabohnen roh nicht genießbar. Sie enthalten schädliche Substanzen, unter anderem Lektine, die beim Kochen zerstört werden.
Die Edamame werden daher in einem Topf mit sprudelnd kochendem Salzwasser mindestens fünf Minuten gekocht und anschließend in einer Schale mit Meersalz und eventuell Gewürzen, beispielsweise mit Chili oder Knoblauch, bestreut. Die weichen Bohnen werden entweder mit den Fingern oder dem Mund aus der Hülse gedrückt oder gesogen.
Die Sojabohnenkerne sind Dicken Bohnen ähnlich, schmecken jedoch etwas nussiger, sind knackiger und mittlerweile besonders bei Vegetariern und Veganern beliebt. Sie sind reich an Proteinen, Omega-3-Fettsäuren und Vitaminen und werden auch kalt oder warm mit Tofu, gerösteten Erdnüssen, geröstetem Sesam oder Öl oder Nudeln kombiniert.

## Nährstoffgehalt

### Edamame (zubereitet)
| Brennwert                 | 510 kJ (= 122 kcal) |
| Fettgehalt                | 5 g                 |
| · gesättigte Fettsäure    | 0,6 g               |
| · ungesättigte Fettsäuren | 3,4 g               |
| · trans-Fettsäuren        | 0 g                 |
| Natrium                   | 6 mg                |
| Kalium                    | 436 mg              |
| Kohlenhydrate             | 10 g                |
| · Ballaststoff            | 5 g                 |
| · Zucker                  | 2,2 g               |
| Protein                   | 11 g                |

| Ascorbinsäure | 6,1 mg | Calcium    | 63 mg  |
| Eisen         | 2,3 mg | Vitamin B6 | 0,1 mg |
| Magnesium     | 64 mg  |            |        |

Quellen: 